# Tingskov (Sydslesvig)
Tingskov (dansk) eller Dingholz (tysk) er en spredtliggende bebyggelse med omtrent 190 indbyggere i det nordlige Angel (Sydslesvig) i Nordtyskland. Bebyggelsen er beliggende, hvor sognene Kværn, Sterup og Sørup støder sammen. Stedet ligger samtidigt på kanten af et vandskel, der løber i en højde på cirka 30 meter over havet i nord-østgående retning.
Stednavnet er første gang dokumenteret 1617. Navnet er afledt af ting (oldnordisk þing). Stedet har tidligere været tingsted for Ny Herred. Om dette minder også naturnavnet Tingdam i det nærliggende Løstrup. Sidste gang stedet blev anvendt som rettersted var den 16. april 1737, da den sidste henrettelse fandt sted. Om galgestedet minder i dag endnu marknavn Galgelyk (på tysk Gallilücke el. Galliglück). Herredsting holdtes senere i (Store) Kværn. I 1864 kom den hidtil danske landsby under tysk herredømme. I 1867 nævnes der 13 huse i Tingskov. I dag ligger bebyggelsen delvis i Stenbjergkirke, Sterup og Sørup kommuner i Slesvig-Flensborg kreds. Stedet har tilsvarende forskellige områdeforvalg- og postnumre. Tingskov er omgivet af Jørgensby (Kværn) i nord, Løstrup i sydvest, Høgebjerg i syd og Vesterholm i nordøst. Sydvest for Tingskov danner Lipping Å grænsen mellem Sterup og Stenbjergkirke kommuner.
Ved vejen til Kappel i Sørup-Tingskov ligger en større sten (vandreblokke), som bærer aftryk af en kvindesko. Til stenen knytter sig det slesvigske folkesagn om kvinden, som fik opgaven om at opmåle og afmærke midtvejen mellem Flensborg og Kappel for at bevare hendes mand for hård straf på Røst gods.